# 新二条通
新二条通（しんにじょうどおり）は京都市にある東西の通りの一つである。東は御前通から西は天神川通まで、旧二条通の一筋南の通り。太子道と呼ぶこともあり、葛野大路との交差点付近で太子道は南に分かれる。

## 沿道の主な施設
- 京都地方気象台
- 京都西ノ京上合郵便局
- 京都太秦安井郵便局